# ボジョレー

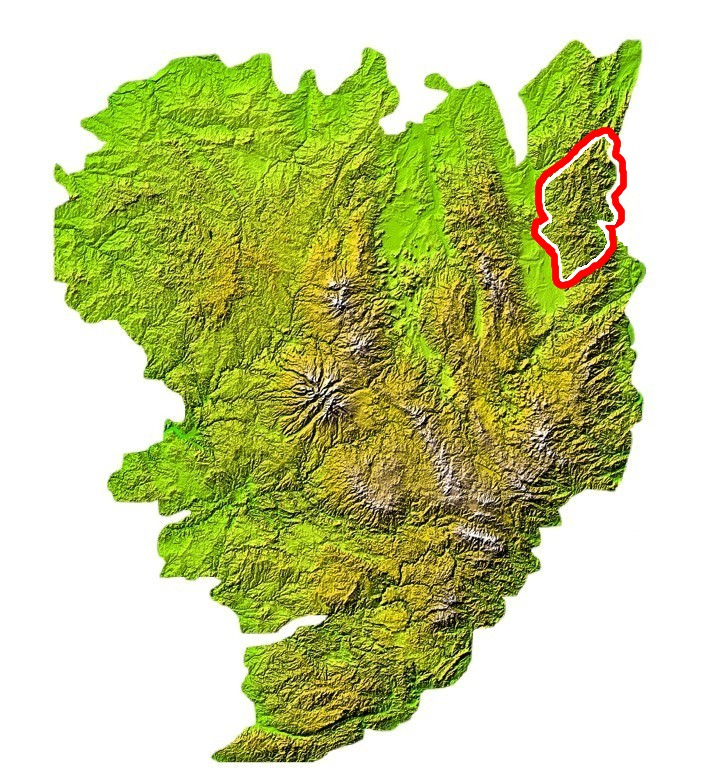
フランス中央高地の地図。赤い線内がボジョレーの位置

- ボジョレー
- ボジョレ
- ボージョレ
- ボージョレー

ボジョレー（仏: Beaujolais）は、フランス南東部・リヨンの北に位置する土地で、特にワインの産地として知られる。ローヌ県の北、ソーヌ＝エ＝ロワール県の南となる。フランス革命以前、ボジョレーは単独の州であった。
"Beaujolais" という地名は、かつてのこの地方の中心地であった "Beaujeu"（ボジュー）に由来する。現在の中心地はヴィルフランシュ＝シュル＝ソーヌである。

## 名称
フランス語発音の国際音声記号は[boʒɔlε]であり「ボジョレ」と発音するのが基本であるが、フランス語では長母音と短母音を区別しないため、前後に来る単語との関係から「ボジョレー」「ボージョレ」「ボージョレー」とも発音する。イギリス英語では[ˈbəʊʒəleɪ]（ボウジョレイ）、アメリカ英語では[ˌboʊʒəˈleɪ]（ボウジョレイ）と発音する。
日本語では、ボジョレ、ボジョレー、ボージョレ、ボージョレーとの表記がみられる。ただしマスメディアにおいては、商品名を紹介する場合はその表記を優先するものの、それ以外では新聞各紙が「ボージョレ」、テレビ各局が「ボジョレー」に統一しているようである。

## 地理

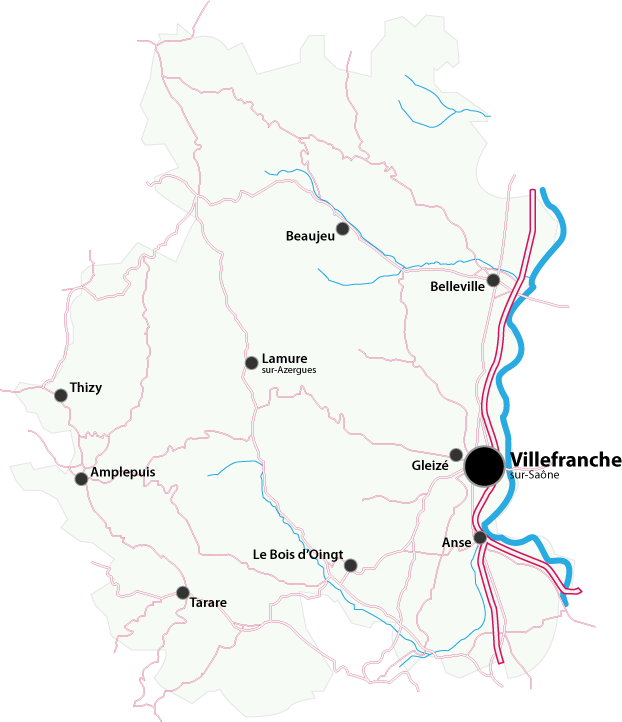
ボジョレーの代表的コミューン

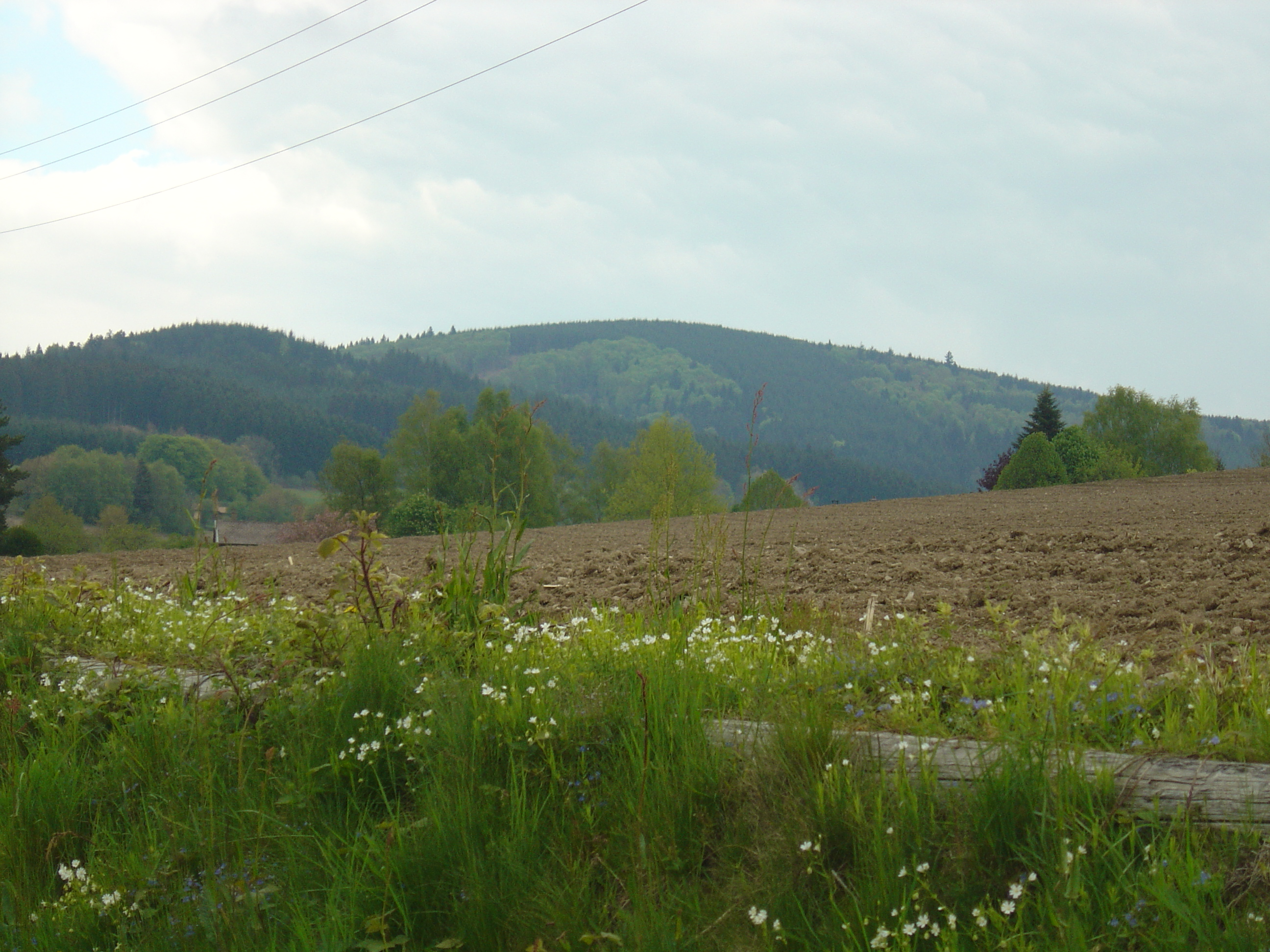
サン・リゴー山

ボジョレーは中央高地の北東部、丘陵地域である。東部がソーヌ川谷に接し、西がロワール川谷に接する。ボジョレーの標高最高地点は、1009mのサン・リゴー山である。
山地、丘陵、渓谷、河岸平野など多様な地形があり、そこから森林、沼地、高層湿原、草原などの複雑な自然環境が生まれたから、2018年にユネスコ世界ジオパークに指定される。

## 歴史
1898年、ボジョレー出身の教師、クローディウス・サヴォワイエが先史時代のボジョレーに関する本を執筆した。
ボジョレーは、9世紀にはリヨネーおよびフォレ伯爵ギヨーム（900年没）が治める男爵領であった。彼が死ぬと男爵領は息子のベラールが継承し、ベラールは初めてのボージュー卿 (sire de Beaujeu) となった。この家系はギシャール5世の死んだ1265年に断絶した。
ギシャール5世の女子相続人イザボーは、フォレ伯爵ルノーと結婚し、彼らの子孫が第2期のボージュー卿家となった。ボージュー男爵領は1400年、エドゥアール2世・ド・ボージューと甥ルイ2世・ド・ブルボンの取り決めによってブルボン家のものとなった。ルイ2世の子孫ピエール2世はフランス王女アンヌ・ド・フランスと結婚し、彼女はボージューの貴婦人 (Dame de Beaujou) と呼ばれた。
1522年、ボジョレーはシャルル3世・ド・ブルボンから没収され、フランソワ1世の母ルイーズ・ド・サヴォワに与えられた。1531年に王領とされ、1560年にフランソワ2世によってモンパンシエ公ルイ3世・ド・ブルボン＝ヴァンドーム に与えられた。後にルイ3世の曾孫でモンパンシエ公家の女子相続人であったマリーがルイ13世の弟ガストン・ドルレアンのもとへ1626年に嫁ぐ際、ボジョレーは彼女の持参金の一部となった。マリーは一女アンヌ・マリー（別名のグランド・マドモワゼルの名で知られる）を遺して急逝した。子のなかったアンヌ・マリーは、ルイ14世の弟フィリップ1世にボジョレーを遺贈した。
ボジョレーはのちにオルレアン家の持つ儀礼称号（ボジョレー伯）に取り立てられた。ボジョレー伯の称号を持っていた最後の王族は、フランス王ルイ・フィリップの実弟で1808年に独身のまま死んだルイ・シャルル・ドルレアン (fr) である。

## 経済
コニファーを中心とした林業、テキスタイル産業が上げられるが、真っ先にワイン生産地域であることが上げられる。

この地方特産のワインについては、ボジョレーワインを参照。